# Огарев (Петропавловський район)
Огарев  (рос. Огарев) — хутір у Петропавловському районі Воронезької області Російської Федерації.
Населення становить 167 осіб. Входить до складу муніципального утворення Краснофлотське сільське поселення.

## Історія
Населений пункт розташований у межах суцільної української етнічної території, частини Східної Слобожанщини. До Перших визвольних змагань належав до Воронезької губернії.
Згідно із законом від 15 жовтня 2004 року входить до складу муніципального утворення Краснофлотське сільське поселення.

## Населення
| 2010 |
| ---- |
| 167  |